# Sipiwesk Lake
Sipiwesk Lake ist ein See in der kanadischen Provinz Manitoba.
Die Wasserfläche beträgt 346 km², die Gesamtfläche einschließlich Inseln 454 km².
Der See wird vom Nelson River durchflossen. Das Einzugsgebiet umfasst 101.000 km².
Am Oberstrom des Sees liegen die Bladder Rapids und der Cross Lake.